# Зденек Кубек
Зденек Кубек (народився як Здена «Зденка» Кубкова, 8 грудня 1913 — 12 червня 1986) — легкоатлет з Чехословаччини. Він виграв дві медалі на Світових іграх серед жінок у 1934 році та кілька національних титулів з бігу на 100—800 м, стрибках у довжину та стрибках у висоту та встановив кілька світових рекордів у бігових змаганнях. У 1936 році він переніс операцію зі зміни статі та завершив кар'єру з легкої атлетики.

## Біографія
Кубек народився в Паскові. Він мав вісім братів і сестер. Незабаром після його народження сім'я переїхала до Брно, де він закінчив школу і розпочав тренування з легкої атлетики. Кубкова продовжила освіту та навчання в Празі.
У 1934 році він виграв п'ять національних титулів у бігу на 100 м, 200 м та 800 м, стрибках у висоту та стрибках у довжину. 14 червня 1934 року він встановив свій перший світовий рекорд на дистанції 800 м у 2:16,4. Його наступний світовий рекорд був у змішаній естафеті (2 × 100 м, 200 м та 800 м), 3:14,4. Пізніше в серпні Кубек виграв дистанцію 800 м на Світових іграх серед жінок у 1934 р., та встановив світовий рекорд 2:12,4, та фінішував третім у стрибках у довжину з національним рекордом 5,70 м.
У 1935 році Кубек відмовився від змагань і півроку гастролював у США. Наступного року він переніс операцію зі зміни статі та змінив ім'я. Він відмовився від легкої атлетики та потенційної тренерської кар'єри, і лише після Другої світової війни увійшов до команди свого брата Ярослава, де грав у регбі з місцевим клубом.
Останні роки Кубек прожив із дружиною в Празі, де і помер у віці 73 років. Роман Ліди Мерлінової «Зденін святий рекорд» («Світовий рекорд Здені») 1935 року заснований на його ранньому житті та кар'єрі.